# Friedrich Reinhold Postelt
Friedrich Reinhold Postelt (* 10. Februar 1853 in Hohenstein; † 22. Oktober 1917 in Hamburg) war Geschäftsführer der Konsum-, Bau- und Sparverein „Produktion“ eGmbH, Aufsichtsrat der Großeinkaufs-Gesellschaft Deutscher Consumvereine mbH (GEG), und Sozialdemokrat.

## Leben
Postelt besuchte die Volksschule in den Jahren 1859 bis 1867, bis zu seinem 14. Lebensjahr. 22 Jahre arbeitete er danach als Zigarrenmacher in einer Fabrik. Im Jahr 1889 wurde Postelt zum Kassierer des neu errichteten Konsumvereins Vorwärts für Dresden und Umgebung e. G. m. H. gewählt. Von 1890 bis Juli 1897 war er dort Geschäftsführer.
In den Jahren 1897 bis 1898 war er Gründer und Inhaber einer Webwarenfabrik in Seifhennersdorf. Postelt war evangelischer Konfession und ist aus der Kirche ausgetreten. Durch Vermittlung von Adolph von Elm wurde Postelt 1899 Geschäftsführer der neu errichteten Konsum-, Bau- und Sparverein „Produktion“ eGmbH in Hamburg. Sein Jahresgehalt betrug anfangs vertraglich 3000 Mark zuzüglich einer Tantieme von 600 Mark. Im Mai 1901 wurde er in den Aufsichtsrat der Großeinkaufs-Gesellschaft Deutscher Consumvereine mbH (GEG) gewählt.
1909 wurde er zum Vorsitzenden des nordwestdeutschen Revisonsverbandes gewählt, dem er vorher bereits angehört hatte. Als Verbandsvorsitzender gehörte er dem Ausschuss des Zentralverbandes deutscher Konsumvereine an.
Postelt nahm an den Parteitagen 1890 in Halle (Saale), 1895 in Breslau und 1898 in Stuttgart teil. Zur Reichstagswahl für den Wahlkreis Sachsen 2 (Löbau) kandidierte er 1890, 1893 und 1898. Er erlangte kein Mandat. Von 1891 bis 1897 war er Mitglied des Landtages Sachsen in den Legislaturperioden 11, 12 und 13. Bei den Reichstagswahlen 1890, 1893 und 1898 kandidierte er erfolglos im Reichstagswahlkreis Königreich Sachsen 2. Während er bei den ersten beiden Wahlen weit abgeschlagen war, scheiterte er bei den Wahlen 1898 sehr knapp in der Stichwahl.
Im Jahr 1908 hatte er einen leichten Schlaganfall erlitten und sein Gesundheitszustand verschlimmerte sich mit der Zeit. Im Juni 1913 schied er deshalb aus den Aufsichtsräten der GEG und des Zentralverbandes deutscher Konsumvereine aus und legte im September auch sein Amt als Geschäftsführer bei der Produktion nieder. Am 22. Oktober 1917 starb er an den Folgen eines zweiten Schlaganfalls.

## Ehrungen
In Hamburg-Horn wurde am 16. Juli 1929 der Posteltsweg nach Postelt benannt. Nach der Machtergreifung wurde die Straße im März 1934 bis zum Oktober 1945 nach einem SA-Mann in Heinrich-Heißinger-Straße umbenannt. Seit dem 25. Oktober 1945 heißt sie wieder Posteltsweg.